# Jarno De Smet
Jarno De Smet (5 februari 1999) is een Belgisch voetballer die sinds 2020 onder contract ligt bij K Lierse SK.

## Clubcarrière
De Smet begon zijn jeugdcarrière bij Dilbeek Sport. Via FCV Dender EH belandde hij bij KAA Gent, waar Club Brugge hem in 2014 kwam weghalen.
In juni 2017 ondertekende hij een eenjarig contract bij Lommel SK, dat dat seizoen actief was in Eerste klasse amateurs. Op 27 mei 2018 maakte hij er zijn officiële debuut in het eerste elftal van de club: op de laatste speeldag van de promotie-playoffs mocht hij van trainer Tom Van Imschoot onder de lat staan tegen KMSK Deinze. Lommel won met 1-3 en promoveerde naar Eerste klasse B omdat kampioen Knokke FC geen licentie had aangevraagd. De Smet had op dat moment al een tweejarig contract met optie op twee extra jaren ondertekend bij KV Kortrijk.
De Smet was in het seizoen 2018/19 derde doelman bij KV Kortrijk. Na amper één seizoen tekende hij bij Beerschot VA, dat enkele maanden eerder net naast promotie naar de Jupiler Pro League had gegrepen. De Smet werd er de doublure van Mike Vanhamel.
Ook bij Beerschot bleef hij maar één seizoen, want na afloop van het seizoen 2019/20 ging hij aan de slag bij Lierse Kempenzonen (vanaf 2024/25 K Lierse SK).
1 Teunckens ·
2 De Schrijver ·
3 Marijnissen ·
5 Laes ·
6 Swinnen ·
8 Van Acker ·
9 S. Limbombe ·
10 De Schryver ·
11 Liongola ·
12 De Smet ·
13 Teunen ·
14 Maes ·
16 Maesen ·
19 Kieboom ·
20 Vanderhallen ·
23 Boone ·
36 Leyssens ·
42 Sampers ·
64 Vanuffelen ·
70 El Touile ·
77 Masaki ·
Naessens ·
Hendrickx ·
Coach: Van Imschoot
· Assistent-coach: Van Kerckhoven